# M40
För andra betydelser, se M40 (olika betydelser).

Lägeskarta.

M40 är en motorväg mellan London och Birmingham i Storbritannien. Den utgår från den stora ringmotorvägen M25 vid London, och passerar High Wycombe, Oxford, Banbury och Warwick. Den första delen mellan London och Oxford öppnades under 1960-talet medan den resterande delen blev klar 1990. M40 fungerar som ett alternativ till M1. Genom M40 finns det alltså två motorvägsförbindelser mellan London och Birmingham vilket är nödvändigt då detta är en mycket hårt trafikerad sträcka.
Den 17 november 1993 skedde en av Storbritanniens allra värsta bussolyckor på M40. En buss med 15 elever från en skola i Worcestershire var på väg från en konsert i Royal Albert Hall i London då bussen krockade efter att föraren somnat vid ratten. 10 elever och deras lärare dog i olyckan. Detta ledde sedan till en ny lag som kräver säkerhetsbälte på samtliga sittplatser på brittiska bussar.